# Campionati mondiali di taekwondo 1995
I Campionati mondiali di taekwondo 1995 sono stati la 12ª edizione dei campionati mondiali di taekwondo, organizzati dalla World Taekwondo Federation, e si sono svolti a Manila, nelle Filippine, dal 17 al 21 novembre 1995.

## Medagliati

### Maschile
| Specialità | Oro                          | Argento                     | Bronzo                                               |
| -50 kg     | Chin Seung-Tae Corea del Sud | Roberto Cruz Filippine      | Mohammed al Hamed Giordania / Carlos Chamorro Svezia |
| 54 kg      | Cihat Kutluca Turchia        | Seyed Mehrdad Rokni Iran    | Rubén Palafox Messico / Gergely Salim Danimarca      |
| 58 kg      | Chang Dae-Soon Corea del Sud | Gabriel Esparza Spagna      | Huang Chihhsiung Taiwan / Quang Ha Tran Vietnam      |
| 64 kg      | Kim Byong-Uk Corea del Sud   | Clayton Barber Stati Uniti  | Bijan Moghanloo Iran / Claudio Nolano Italia         |
| 70 kg      | Aziz Acharki Germania        | Roberto Estrada Messico     | Fariborz Askhari Iran / David Gonzales Svezia        |
| 76 kg      | José Jesús Marquez Spagna    | Jean Lopez Stati Uniti      | Nico Davis Svezia / Liu Tsulen Taiwan                |
| 83 kg      | Lee Dong-Wan Corea del Sud   | Ulysses Marcelino Filippine | Mikaël Meloul Francia / Zoran Prerad Jugoslavia      |
| +83 kg     | Kim Je-Kyoung Corea del Sud  | Pascal Gentil Francia       | Massimiliano Romano Italia / Lúcio Silva Brasile     |

### Femminile
| Specialità | Oro                            | Argento                       | Bronzo                                                 |
| -43 kg     | Huang Chiuchin Taiwan          | Yang So-Hee Corea del Sud     | Cristina Atzeni Italia / Coral Falco Spagna            |
| 47 kg      | Hamide Bıkçın Tosun Turchia    | Monika Sprengel Germania      | Tran Thy My Lin Vietnam / Betsy Ortiz Porto Rico       |
| 51 kg      | Won Sun-Jin Corea del Sud      | Michelle Thompson Stati Uniti | Minako Hatakeyama Giappone / Wu Shanchen Taiwan        |
| 55 kg      | Lee Seung-Min Corea del Sud    | Leonildes Santos Brasile      | Nuray Deliktaş Turchia / Janet Glasman Stati Uniti     |
| 60 kg      | Park Kyung-Suk Corea del Sud   | Vanina Sánchez Argentina      | Miet Filipović Croazia / Marlene Ramírez Messico       |
| 65 kg      | Cho Hyang-Mi Corea del Sud     | Hsu Chihling Taiwan           | Dana Martin Stati Uniti / İnci Taşyürek Turchia        |
| 70 kg      | Ireane Ruíz Spagna             | Park Sun-Mi Corea del Sud     | Heidy Juárez Guatemala / Mónica del Real Jaime Messico |
| +70 kg     | Jung Myoung-Sook Corea del Sud | Yolanda García Spagna         | Huang Hsiaoying Taiwan / Nataša Vezmar Croazia         |

## Medagliere
| Posizione | Paese         | Oro | Argento | Bronzo | Totale |
| --------- | ------------- | --- | ------- | ------ | ------ |
| 1         | Corea del Sud | 10  | 2       | 0      | 12     |
| 2         | Spagna        | 2   | 2       | 1      | 5      |
| 3         | Turchia       | 2   | 0       | 2      | 4      |
| 4         | Taiwan        | 1   | 1       | 4      | 6      |
| 5         | Germania      | 1   | 1       | 0      | 2      |
| 6         | Stati Uniti   | 0   | 3       | 2      | 5      |
| 7         | Filippine     | 0   | 2       | 0      | 2      |
| 8         | Messico       | 0   | 1       | 3      | 4      |
| 9         | Iran          | 0   | 1       | 2      | 3      |
| 10        | Brasile       | 0   | 1       | 1      | 2      |
| 10        | Francia       | 0   | 1       | 1      | 2      |
| 12        | Argentina     | 0   | 1       | 0      | 1      |
| 13        | Italia        | 0   | 0       | 3      | 3      |
| 13        | Svezia        | 0   | 0       | 3      | 3      |
| 15        | Croazia       | 0   | 0       | 2      | 2      |
| 15        | Vietnam       | 0   | 0       | 2      | 2      |
| 17        | Danimarca     | 0   | 0       | 1      | 1      |
| 17        | Guatemala     | 0   | 0       | 1      | 1      |
| 17        | Giappone      | 0   | 0       | 1      | 1      |
| 17        | Giordania     | 0   | 0       | 1      | 1      |
| 17        | Porto Rico    | 0   | 0       | 1      | 1      |
| 17        | Jugoslavia    | 0   | 0       | 1      | 1      |
|           | TOTALE        | 16  | 16      | 32     | 64     |